# Jürgen Weiss

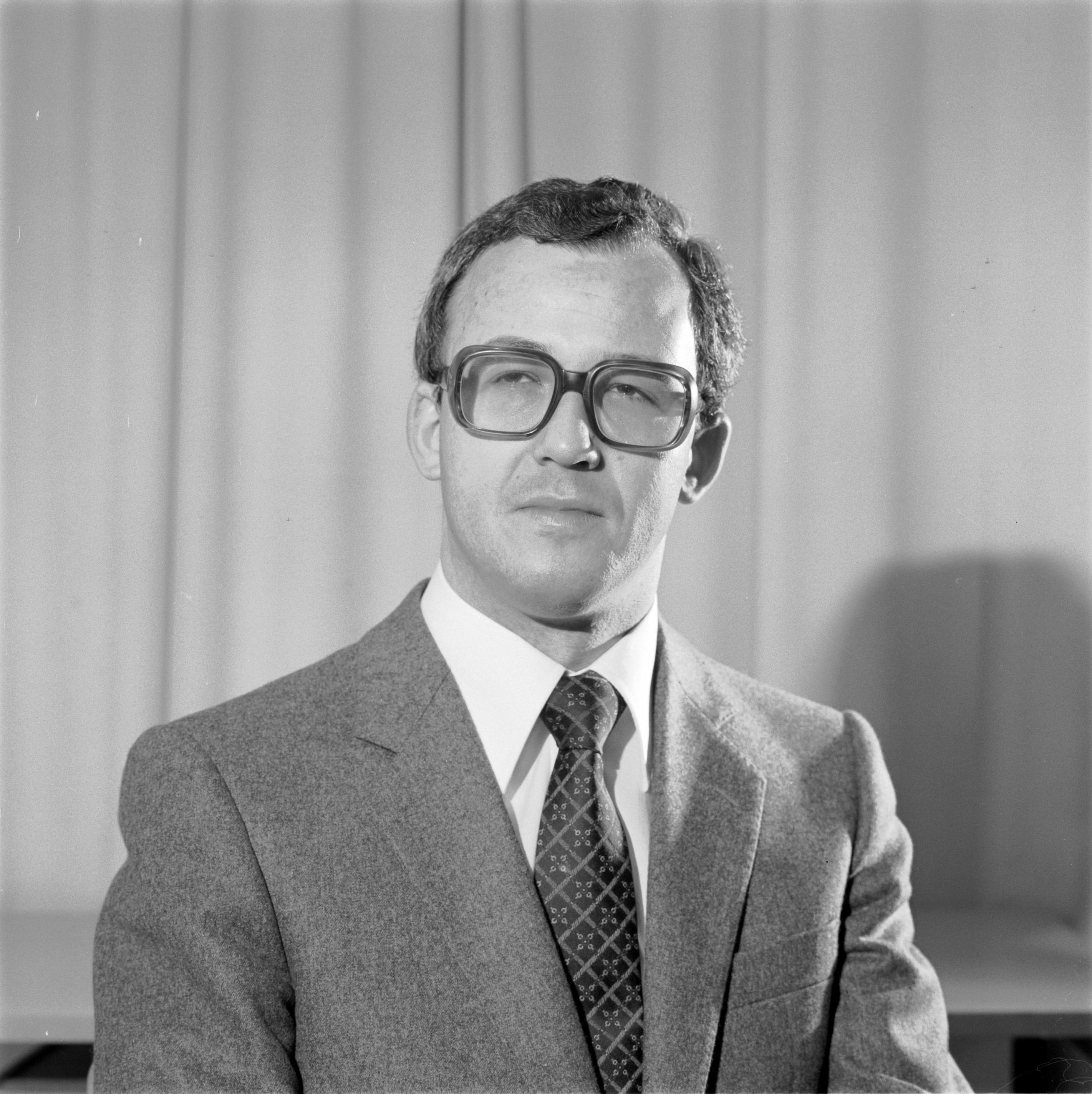
Jürgen Weiss im Jahr 1979

Jürgen Weiss (* 30. August 1947 in Hard, Vorarlberg) ist ein österreichischer Beamter und Politiker (ÖVP).

## Leben
Jürgen Weiss legte an der Bundeshandelsakademie Bregenz 1965 die Matura ab. Anschließend trat er in den Vorarlberger Landesdienst ein.
Er war ab dem Jahr 1969 Mitglied des Landesparteipräsidiums der ÖVP Vorarlberg, von 1969 bis 1991 Landesgeschäftsführer der Vorarlberger Volkspartei, und 1990–1995 Mitglied des Gemeinderates der Landeshauptstadt Bregenz. Ab 1991 war er Mitglied des Bundesparteivorstandes der ÖVP. 1979–1991 war er Mitglied des ORF-Kuratoriums.
Von 1979 bis 1991 war Jürgen Weiss erstmals aus dem Bundesland Vorarlberg entsandtes Mitglied des österreichischen Bundesrates. Von 1991 bis 1994 war Weiss Bundesminister für Föderalismus und Verwaltungsreform. Zwischen dem 17. November 1994 und dem 29. November 1994 fungierte Weiss auch als am kürzesten dienender Landwirtschaftsminister der Republik Österreich. Seine zweite Amtszeit im Bundesrat absolvierte Weiss von 1994 bis 2009. Am 25. März 2009 kündigte Weiss sein Ausscheiden aus der Länderkammer mit Ende April des Jahres an. Am 8. Mai übernahm sein Nachfolger Magnus Brunner, der bisher als Ersatzmitglied des Bundesrats tätig gewesen war, seine Amtsfunktion als Bundesrat. Der Vizevorsitz des Bundesrats ging dabei an den ÖVP-Funktionär Harald Himmer aus Wien über.

## Auszeichnungen
- 1995 Großes Goldenes Ehrenzeichen am Bande für Verdienste um die Republik Österreich[2]
- 1998 Goldenes Ehrenzeichen des Landes Salzburg
- 2003 Großes Goldenes Ehrenzeichen für Verdienste um das Land Wien
- 2009 Goldenes Ehrenzeichen des Landes Vorarlberg[3]
- Großes Silbernes Ehrenzeichen für Verdienste um die Republik Österreich
- Grosskreuz des liechtensteinischen Verdienstordens
- Großkreuz des Ordens vom Heiligen Papst Silvester[4]
- Großes Bundesverdienstkreuz mit Stern